# Mads Bech Sørensen
Mads Bech Sørensen (ur. 7 stycznia 1999 w Horsens) – duński piłkarz występujący na pozycji obrońcy w angielskim klubie Brentford oraz w reprezentacji Danii do lat 21. Wychowanek AC Horsens, w trakcie swojej kariery grał także w AFC Wimbledon.